# Emma (fille de Clotaire II)
Pour les articles homonymes, voir Emma et Emma de France.
Emma est une princesse franque du VIIe siècle, qui devint reine de Kent par son mariage avec le roi Eadbald de Kent.

## Origine
Au VIIIe siècle, Bède le Vénérable ne mentionne que l'existence de deux épouses du roi Eadbald de Kent, sans nommer la seconde. Des chroniques anglo-saxonnes, au XIIe siècle, indiquent qu'elle était fille du roi des Francs. C'est une fausse charte, qui précise son prénom d'Ymme, équivalent à Emma.
À la fin du XIXe siècle, William George Searle l'a supposé fille de Thibert II, roi des Francs d'Austrasie, avis partagé par David H. Kelley, mais en 618, année du mariage, le seul roi des Francs est Clotaire II. De plus, un des petits-fils d'Eadbald et d'Emma porte le nom de Hlothhere. Karl Ferdinand Werner a bien proposé de voir Emma comme fille d'Erchinoald, maire du palais de Neustrie, s'appuyant d'une part sur le fait que la racine Erchin se retrouve ensuite parmi les rois de Kent, d'autre part sur les liens entre Erchinoald et l'Angleterre (c'est de là qu'il ramena Bathilde qu'il maria à Clovis II). Mais même s'il était neveu de l'épouse de Clotaire II, il ne peut pas être qualifié de roi des Francs, et Christian Settipani  conclut en synthèse qu'Emma était probablement fille de Clotaire II et d'Haldetrude.

## Biographie
En 618, le roi Eadbald de Kent se convertit au christianisme et répudie sa première épouse, qui était son ancienne belle-mère, la seconde épouse de son père. Il se remarie avec Emma, laquelle donne naissance à au moins deux enfants :
- Eorcenberht († 664), roi de Kent ;
- Eanswith, abbesse de Folkestone.